# Særslevgård
Særslevgård ligger i Særslev Sogn, Skippinge Herred, Region Sjælland, Kalundborg Kommune. Hovedbygningen er opført i 1844
Særslevgård Gods er på 220,8 hektar med Lille Særslevgård

## Ejere af Særslevgård
- (1840-1853) Petersen
- (1853-1890) Christian Jørgensen
- (1890-1923) J. N. Jørgensen
- (1923-1960) Poul Christian Jørgensen
- (1960-1978) Aage Lohmann Poulsen
- (1978-1997) Jørgen Lohmann Poulsen
- (1997-2001) Jørgen Lohmann Poulsen / Aage Lohmann Poulsen
- (2001-) Aage Lohmann Poulsen